# إلفيدين دزينيتش
إلفيدين دزينيتش (بالإيطالية: Elvedin Džinič)‏ (مواليد 25 أغسطس 1985 في زافيدوفيتشي) لاعب كرة قدم سلوفيني يلعب حاليا لصالح نادي ماريبور السلوفيني .

## روابط خارجية
- إلفيدين دزينيتش على موقع الاتحاد الدولي (مؤرشف)  (الإنجليزية)
- إلفيدين دزينيتش على موقع الاتحاد الأوربي (الإنجليزية)
- إلفيدين دزينيتش على موقع قاعدة بيانات كرة القدم.إي يو (الإنجليزية)
- إلفيدين دزينيتش على موقع Soccerway.com (الإنجليزية)
- إلفيدين دزينيتش على موقع عالم كرة القدم.نت (الإنجليزية)